# BTS21P3B
BTS21P3Bは、BTS(英語: Broadcast Technical Standard)の一種で、音声プラグの規格。名称は、シェルサイズの直径が21mmで3本の極数（ピン）を持つ構造からくる。平衡回路で、ピンの1番が音声ホット、2番がシールド、3番が音声コールドになる。なお対になるレセプタクルの名称はBTS21R3Aである。また、シェルサイズの直径が16mmで、それ以外は同様の構造の音声プラグであるHS16P-3のことを、BTS21P3Bと呼称することがあるが、これは呼称の誤用が定着してしまったものであり、注意が必要である。同様にレセプタクルのHS16R-3をBTS21R3Aと呼称することがある。

## 概要
規格自体は2001年に廃止されている。ただ、上記のHS16P-3やHS16R-3は、今なお一部、業務用音響機器において製造、販売されている。これらのコネクターは、業務用の音響機器、施設設備においては漸次XLRタイプコネクターに移行しつつあるが、地方のホール、公民館、学校、その他の旧式の施設設備で見ることができる。ただし、こういった施設の施工のなかには結線が規格(1番:音声ホット、2番:シールド、3番:音声コールド)どおりになされていない事例も散見される。プラグ、レセプタクルの形状はBTS規格に準拠しているが、結線だけが規格外ということである。これはHS16P-3(当然、これを受ける側のHS16R-3を含む)の規格への認識が発注者、受注者双方に徹底されていないか、もしくはそもそも関係者にBTS規格に対する認識自体が全くなく、便宜的にBTS規格に準拠したプラグ、レセプタクルを用いたためにこういった事例が発生したと思われる。したがって当該施設を利用する際、事情を知らない利用者や関係者が、外部から搬入したり新たに製作された、BTS規格に正格に準拠したコードを利用できない事案も発生している。またBTS規格外の結線によるプラグ、レセプタクルを用いた互換性のない配線、コード類が乱造されたため場合によっては施設内における放送事故の懸念もある(校内放送研究資料より)。
メタルコネクター（または、略称のメタコン）・メタルプラグと呼称されることがある。HS16P-3は、メタルコネクターを音声用に用いていることから、通称としても誤用ではないが、メタルコネクターの用途（音声用だけでなく電源用など）や種類（直径や極数など）は多岐にわたるため、メタルコネクターの語義がすなわちHS16P-3というわけではない。
メタルコネクターを音声用に用いている規格はHS16P-3だけではなく、16ミリ映写機の音声出力として極数が2（ピン）のものや、学校やホールなどの旧式のスピーカー出力の規格として極数が4（ピン）のものがある。また、旧式のマイクロフォンの出力の規格としても極数が4（ピン）のものがあったり、同じ3（ピン）でも、より直径の大きいものもある。
なお現在では、コネクタを製造していた多治見無線のラインナップからは消滅しており（2015年製造中止）、2019年現在で入手可能なコネクタは三和コネクタ研究所の製品のみとなっている。（プラグ：BTS21A3、レセプタクル：BTS21B3、アダプタ：BTS21C3）